# 青木宏之
青木 宏之（あおき ひろゆき、1936年2月22日 - ）は武道家・書家。神奈川県出身。中央大学法学部卒業。在学中空手部の主将を2期連続で務める、江上茂に学び深い影響を受けた。

## 人物
心身を開発する現代人のための体技として新体道を創始する。キリスト教の信者であり、カリフォルニア神学大学院から文学博士号を授与される。NPO新体道名誉会長、NPO天真会代表、瞑想カレッジ・天真書法塾塾長、江上流空手四段（当時最年少で五段に推挙されるが辞退　現在の最年少記録は弟子の伊東不学の21歳）。

## 略歴
- 1936年、横浜市に生まれる。
- 1965年、楽天会創始。総合武道（のちの新体道）を開発し、総合武道連盟（のちの新体道協会）を発足させる。
- 1984年、筑波国際シンポジウム「科学・技術と精神世界」などで秘技「遠当て」を披露し、気ブームの先駆けを作る。
- 1990年、カリフォルニア神学大学院から文学博士号を授与される。
- 1994年、ボランティアグループ「3Hスカラーシップ（後の天真奨学会）」を設立。フィリピン、チベット等の貧困家庭の子供たちに奨学金支援を開始。中国雲南省各地の少数民族貧困地区に小学校建設を計画。
- 2001年、自身が提唱する「天真思想」をベースに据えた書道塾「天真書法塾」を開講。独自の「天真思想」と能力開発理論をベースとして、中国書法の古典臨書を中心に、個性と創造性を重視した書道の指導を始める。
- 2002年、スペインにて開催された「日本現代美術と書」展に出品した作品がカンタブリア州の特別賞を授与される。その後、州議会議長の要請により州議事堂に収蔵される。
- 2004年、作品が中国山西省国立太原美術館、および西峡美術館に収蔵される。
- 2006年、自身が提唱する「天真思想」をベースにした瞑想塾「瞑想カレッジ」を開講。
- 2009年、剣武天真流創始、稽古開始。

## 論文
新体道における発声音「天真五相」の音声解析
「気」の放出感覚と感受能力を高め、人と人を結ぶ『瞑想組手』詳解

新体道のワザと滝行

## 著書
- 『運をつかむ瞑想法』（青春出版社）ISBN 978-4413034869
- 『新・からだ主義」宣言』（ビジネス社）ISBN 978-4828407579
- 『からだは宇宙のメッセージ』（地湧社）ISBN 978-4885030291
- 『青木宏之の道を創る道を拓く』（東洋経済新報社）ISBN 978-4492552186
- 『生きる日 輝く日』（金花舎）ISBN 978-4873960050
- 『新体道』（春秋社）ISBN 978-4393316313
- 『自然なからだ自由なこころ』（春秋社）ISBN 978-4393316320

## ビデオ
剣武天真流